# KODA KUMI LIVE TOUR 2013 〜JAPONESQUE〜
『KODA KUMI LIVE TOUR 2013 〜JAPONESQUE〜』(コウダクミ ライブ ツアー 2013 〜ジャポネスク〜)は日本の歌手倖田來未が行ったライブ・ツアー及びライブ・ビデオ。

## 解説
ライブ映像作品としては、『KODA KUMI Premium Night 〜Love & Songs〜』より約半年振りとなる。
10thアルバム『JAPONESQUE』及び、2ndカバー・アルバム『Color the Cover』をコンセプトとしたツアーとなっている。
DVD、Blu-rayの2形態での発売となり、DVDは3枚組だが、Blu-rayは2枚組となっている。
初回限定盤は、豪華箔押しスリーブケース、豪華箔押しジャケットがついており、ファンクラブ特典としてはオリジナル・スタンドカレンダー付きとなっている。

## 収録曲
※Blu-rayでは、Disc 1・2を1枚、Disc 3が2枚目になっている。

### Disc 1
＜OPENING MOVIE＞
1. So Nice feat. Mr.Blistah
2. D.D.D.
3. 情熱
4. 愛を止めないで
5. さよならの向う側
6. KO-SO-KO-SO
7. V.I.P. feat. T-Pain
8. ピンク スパイダー
9. ESCALATE
10. Slow feat. Omarion
11. Dance Part Ⅰ
12. Black Cherry INTRODUCTION
JUICY remix
Hot Stuff feat. KM-MARKIT remix
TABOO
13. Dance Part Ⅱ
14. IS THIS TRAP?
15. Alone
16. 恋しくて
17. darling Acoustic ver.
18. 愛のうた Acoustic ver.
19. Brave
20. 今宵の月のように
21. IN THE AIR

### Disc 2
1. Boom Boom Boys
2. Bling Bling Bling
3. No Man's Land
4. Outside Fishbowl
FREAKY
Selfish
Love Me Back
5. BE MY BABY
6. Poppin' love cocktail feat. TEEDA

［ENCORE］
1. Lady Go!
2. キューティーハニー
3. ラブリー
4. Shake Hip!
5. LALALALALA
6. All for you
7. walk 〜to the future〜

［Double ENCORE］
1. LALALALALA

### Disc 3
BONUS MOVIE
- KODA KUMI LIVE TOUR 2013 〜JAPONESQUE〜 Making
- KODA KUMI LIVE TOUR 2013 〜JAPONESQUE〜 INTERLUDE MOVIE
  - ステージのLEDビジョンに映し出された映像を収録